# Alejandro Márquez Coloma
Alejandro „Alex“ Márquez Coloma (geboren am 5. Januar 1995 in Madrid) ist ein ehemaliger spanischer Handballspieler, der auf der Spielposition im rechten Rückraum eingesetzt wurde.

## Vereinskarriere
Alex Márquez begann mit dem Handball bei BM Alcobendas und spielte ab 2014 beim FC Barcelona, mit dem er in der Saison 2014/2015 in der Liga Asobal debütierte. Seit November 2015 stand er bei Fraikin BM Granollers unter Vertrag. Von 2014 bis 2022 bestritt er 169 Spiele in der obersten spanischen Liga und erzielte dabei 379 Tore. Im Sommer 2022 wechselte er nach Frankreich zu Istres Provence Handball. Er beendete seine Karriere nach dieser Saison in Frankreich.
Mit dem Team aus Granollers nahm er an europäischen Vereinswettbewerben teil.

## Auswahlmannschaften
Er stand im Aufgebot spanischer Nachwuchsauswahlmannschaften. Sein erstes Spiel für Spanien absolvierte Márquez am 1. Juli 2013 mit der juvenil selección gegen die Auswahl Rumäniens. Er erreichte mit dem Team bei der U-19-Weltmeisterschaft 2013 den vierten Platz. Seinen ersten Einsatz für die spanische A-Nationalmannschaft hatte er am 27. Dezember 2019 gegen Polen.
Für die spanischen Auswahlmannschaften bestritt er bis Dezember 2019 insgesamt 32 Spiele, in denen er 63 Tore warf.

## Privates
Márquez’ jüngerer Bruder Chema Márquez und sein Vater Ricardo spielten ebenfalls professionell Handball.